# 상신전자
상신전자 주식회사는 배터리 부품(BMS, PCM)과 전자파 차폐 부품을 제조하는 대한민국의 기업으로, 본사는 경상남도 김해시 진영읍 본산로 269번길 16-34에 위치해 있다.

## 사업
상신전자는 리튬 이온 배터리 팩용 BMS와 PCM, 전자파 차폐 부품을 제조하며, 페라이트 코어 등 전기 자동차 관련 부품 개발에도 참여한다.페라이트 코어 전기차 리액터 개발을 완료하여 시제품을 공급하고 있다.
가전제품에 적용되는 EMI(ElectroMagnetic Interference) 필터를 주력으로 생산한다.